# Poppenbütteler Graben
El Poppenbütteler Graben és un riu de la conca de l'Alster a l'estat d'Hamburg d'Alemanya. És l'únic afluent del Mellingbek.
Neix de les restes d'una regió d'aiguamoll i de torberes que antigament era molt més llarga, i que es deia Poppenbütteler Moor (aiguamoll de Poppenbüttel). La part més septentrional del riu forma a un centenar de metres la frontera amb Norderstedt al sud forma la frontera del parc natural del Wittmoor. El 7 de juliol de 1988, el senat d'Hamburg va llistar la part superior del rierol i els seus marges com Naturdenkmal (trad.: monument natural), una classificació que serveix per a protegir petites zones d'interès natural. Tret de la vegetació típica d'aiguamoll, la presència del Pedicularis sylvatica, una planta de la llista vermella de les espècies amenacades d'Hamburg, va motivar la protecció de l'àrea.

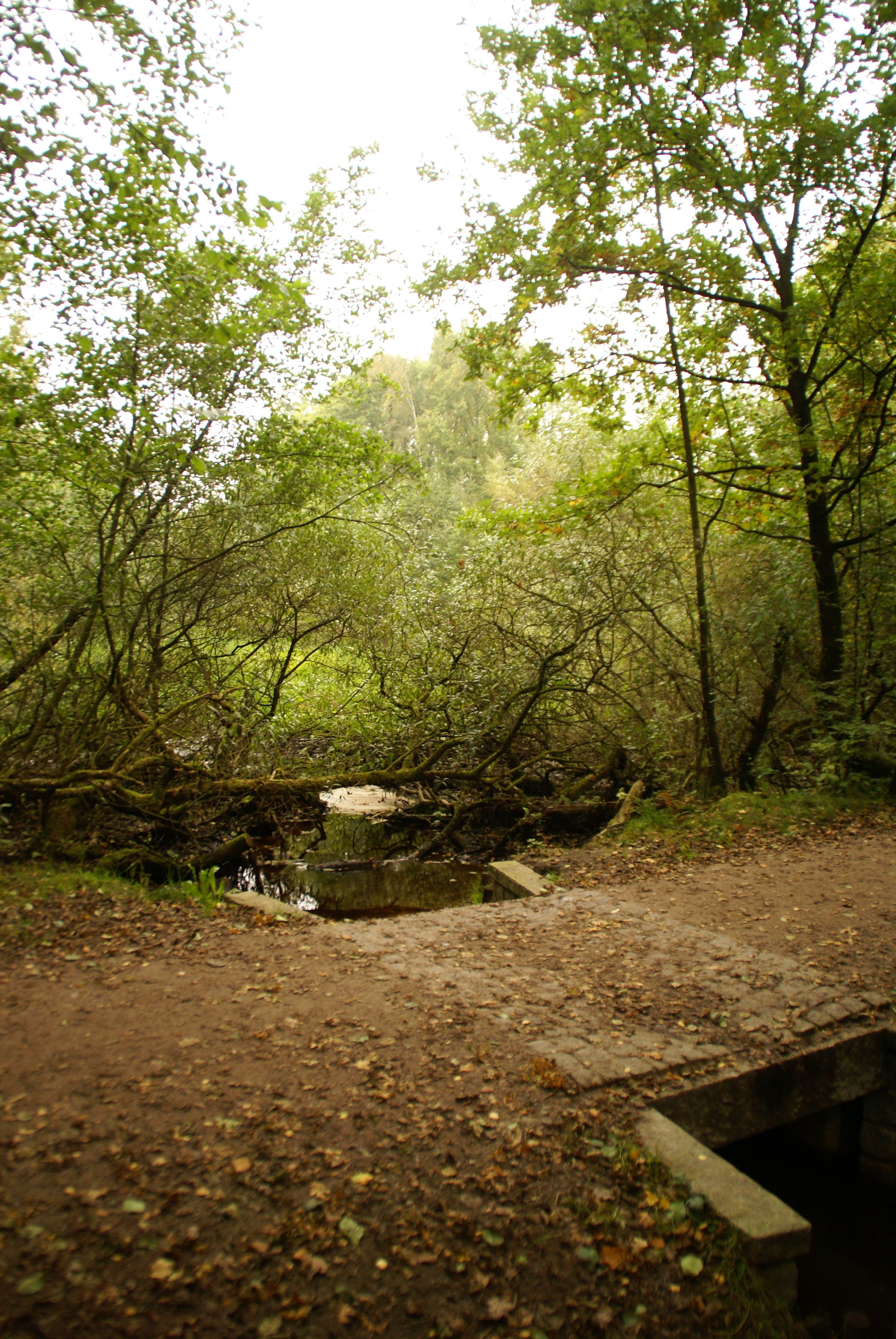
Un pont a prop de la desembocadura
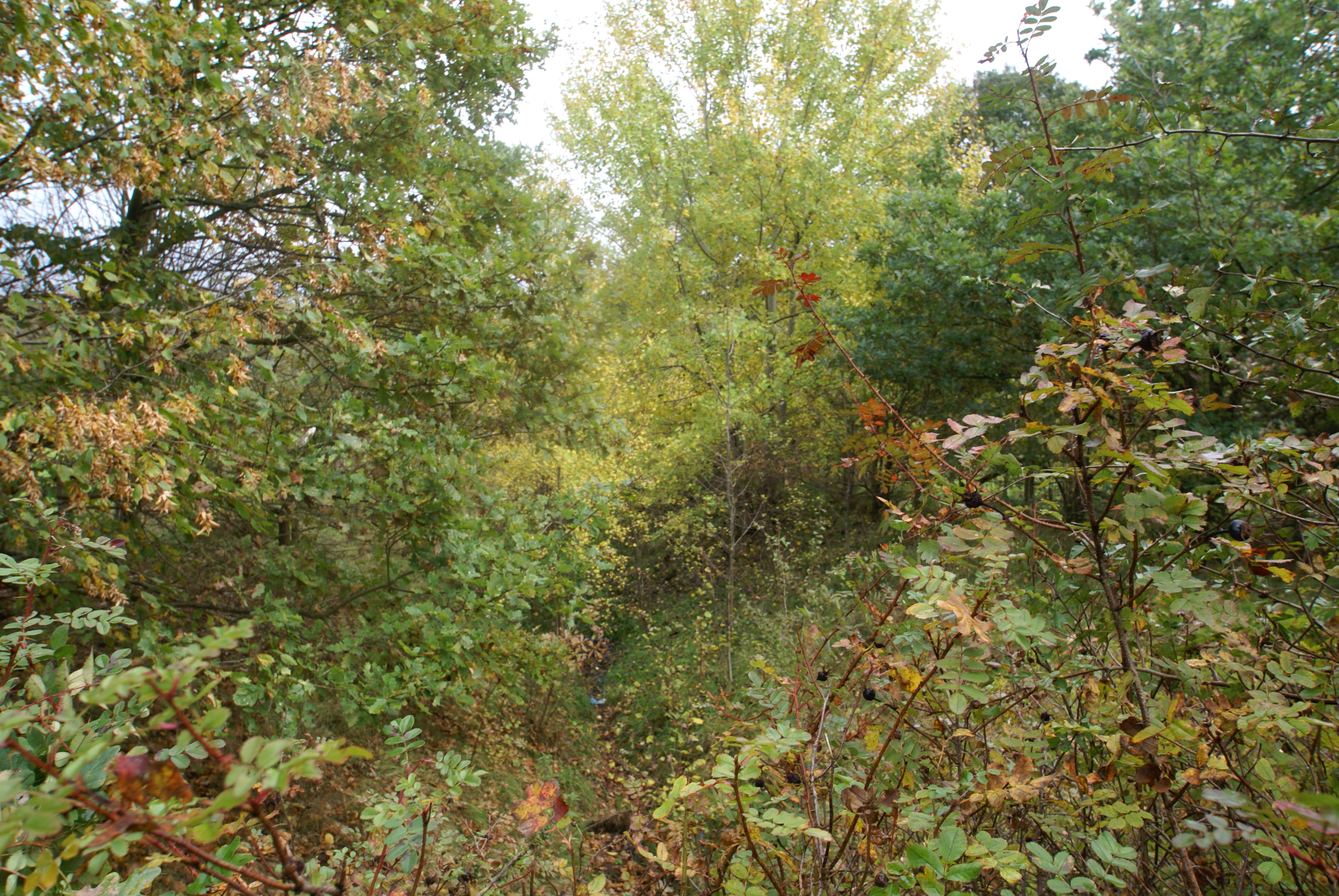
L'inici del Graben a prop del carrer Harksheider Straße
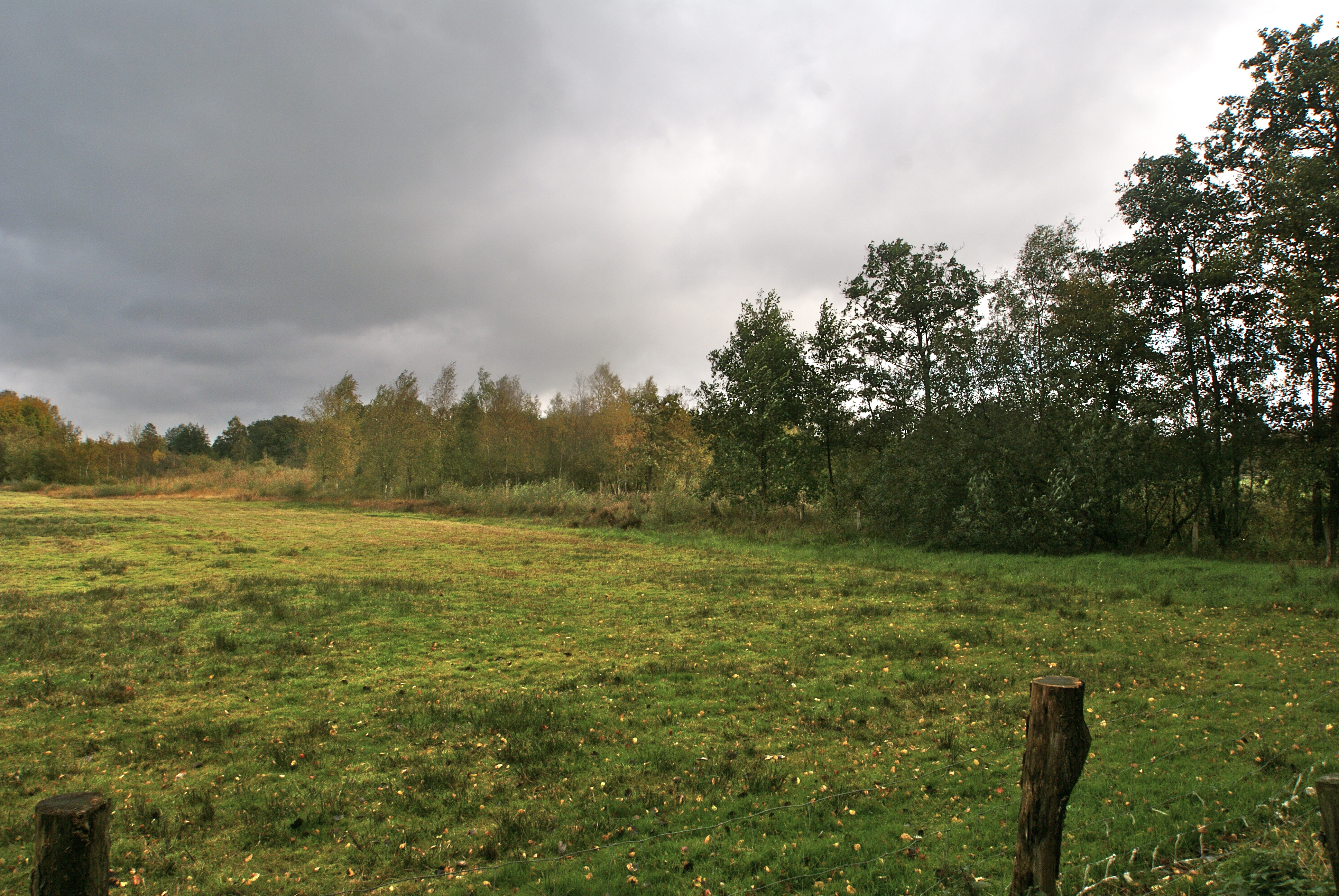
El monument natural del Poppenbütteler Graben
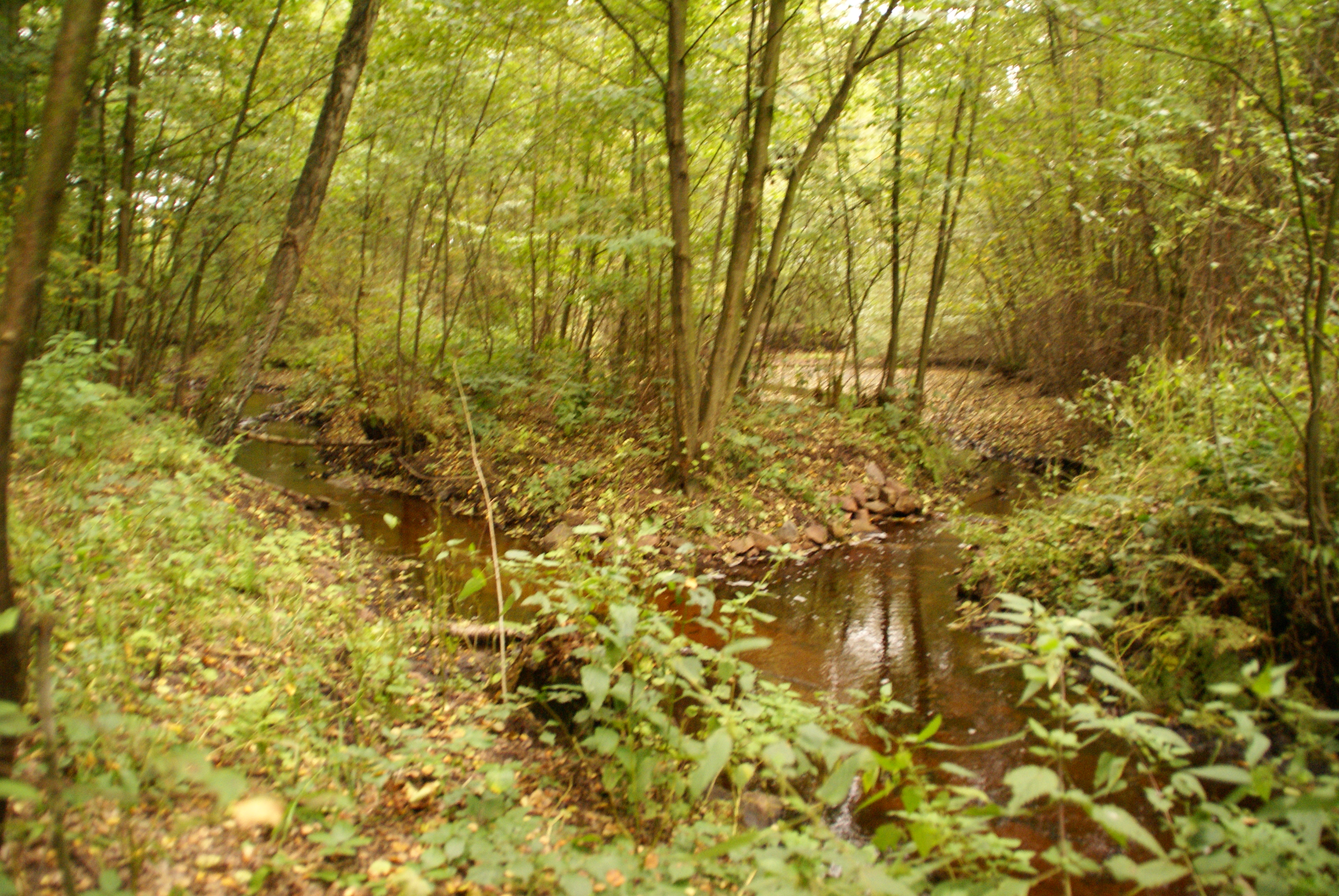
Aiguabarreig amb el Mellingbek